# Bisonnek
Een bisonnek is in de geneeskunde een symptoom dat weleens wordt gezien bij mensen die te veel bijnierschorshormonen hebben, hetzij omdat ze deze als geneesmiddel moeten nemen, hetzij doordat hun eigen bijnieren te veel van deze hormonen maken (syndroom van Cushing).
Er ontstaat een typische verdikking op de overgang van de nek naar de schouders.